# Kŭmsugangsan
Kŭmsugangsan (russische Schreibweise: Кымсугансан, Kymsugansan; „Berge und Flüsse wie goldene Stickerei“, ein poetischer Ausdruck für Korea) ist eine nordkoreanische Zeitschrift, die monatlich in koreanischer und russischer Sprache erscheint.  Sie erscheint im Verlag „Fatherland Today“ in Pjöngjang.